# Entlassungskandidat

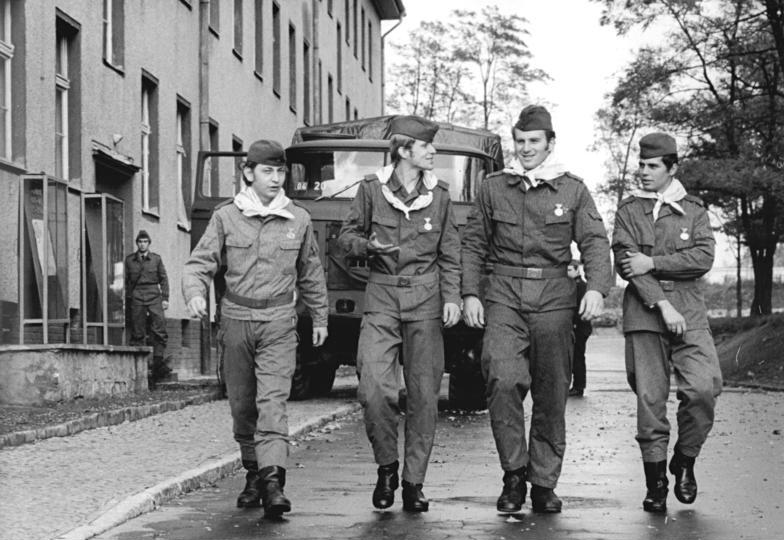
Soldaten im Grundwehrdienst des Regiments „Arthur Ladwig“ (1. MSD) nach der feierlichen Verabschiedung

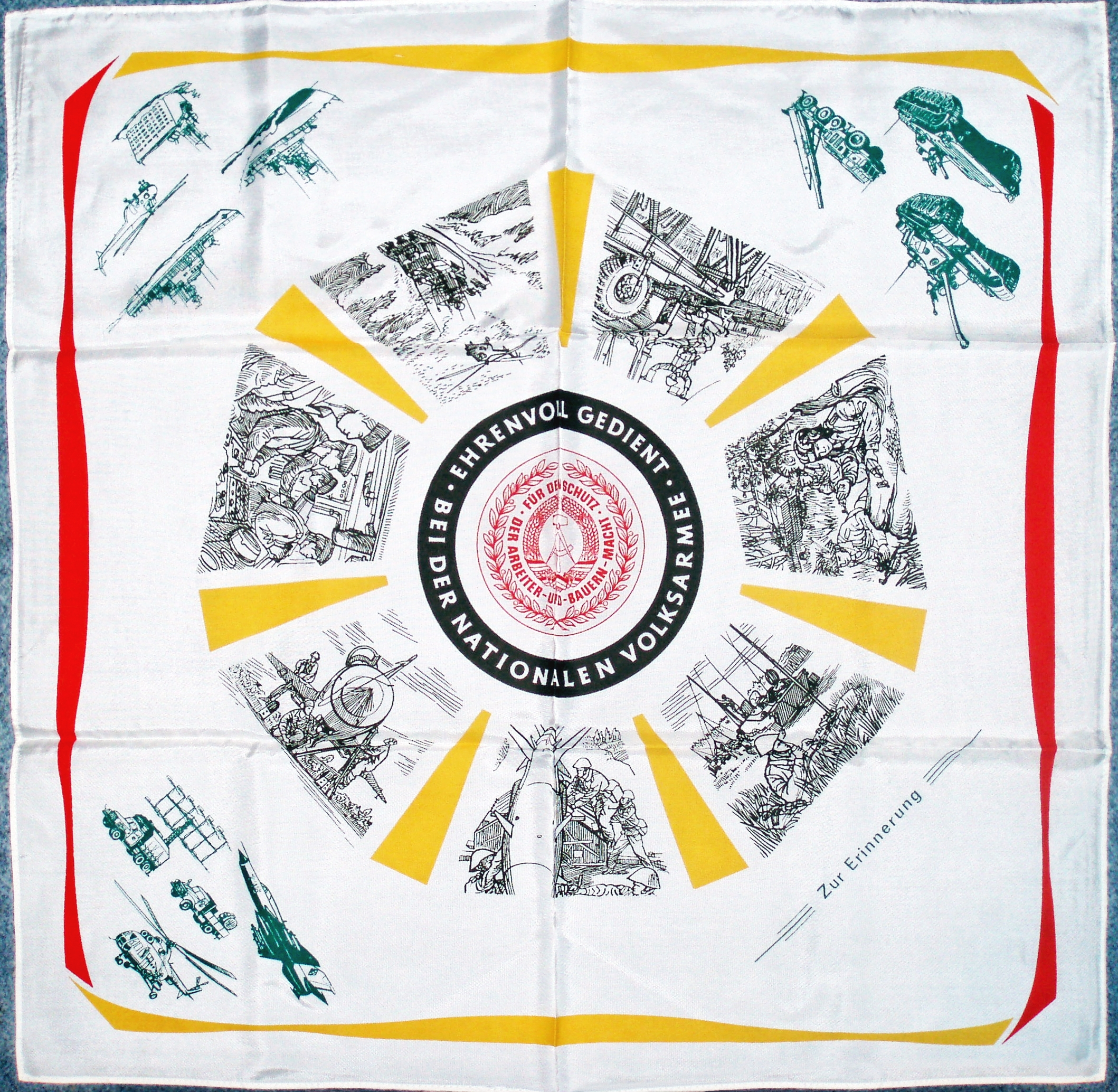
Tuch der Reservisten, welches die Soldaten bei der Verabschiedung von ihrem Truppenteil erhielten.

Entlassungskandidat (Abkürzung EK oder E) ist ein Begriff aus dem Jargon der Nationalen Volksarmee für die Grundwehrdienst leistenden Soldaten und die Unteroffiziere auf Zeit, die im jeweils ablaufenden Diensthalbjahr ihren Dienst in den Streitkräften beendeten. Er wurde auch bei anderen Einheiten mit Wehrdienstleistenden, zum Beispiel den Volkspolizei-Bereitschaften, verwendet.

## Bezeichnungen
Einberufungen und Entlassungen zum bzw. aus dem 18 Monate dauernden Grundwehrdienst fanden in der NVA halbjährlich (jeweils Ende April und Ende Oktober) statt. Daher leisteten immer an drei unterschiedlichen Terminen einberufene Soldaten gleichzeitig ihren Grundwehrdienst, die Mannschaft bestand somit aus drei (offiziell stets so genannten) Diensthalbjahren (DHJ):
- 1. DHJ („Glatte“, „Frische“, „Aale“, „Spitze“, „Spritzer“, „Sprutze“, „Schlitze“, „Sprallo“, „Springer“, „Hüpper“, „Dachse“, „Struppis“, „Rotärsche“, „Knollen“, „Willis“, „Pisser“)
- 2. DHJ („Zwischenpisser“ bzw. „Zwipis“, „Zwischenkeime“, „Zwischenschweine“, „Zwischenkotzer“ bzw. „Zwikos“, „Mittelschweine“ oder „Vize-EKs“/„Vizes“ als Selbstbezeichnung), Symbol: Vizeknick (im Schulterstück), Vizedaumen (Darstellung einer Feigenhand), Vizekugel oder -eichel (Kugellagerkugel oder gedrehte oder gedrechselte Eichel mit angelöteter oder integrierter Öse, beides z. B. am Schlüsselbund)
- 3. DHJ („Entlassungskandidaten“, „EKs“, auch kurz: „E-s“), Symbol: Bandmaß. Ihre Selbstbezeichnung richtete sich nach dem Entlassungszeitpunkt: bei einer Entlassung im Herbst 1989 lautete diese z. B. EK 89 II.

Am Ende des zweiten Diensthalbjahres wurden die Soldaten regulär zum Gefreiten befördert, die EKs im Grundwehrdienst hatten somit meist diesen Dienstgrad.
Für Unteroffiziere auf Zeit (Dienstzeit: 36 Monate) galten (inoffiziell) folgende Bezeichnungen der Diensthalbjahre:
- 1. DHJ: „Uschi“ (Unteroffiziersschüler)
- 2. DHJ: „Kövi“ (= „Könnte Vize sein“)
- 3. DHJ: „Keks“ (= „Könnte EK sein“), Symbol: Keks aus Sperrholz o. ä.
- 4. DHJ: „Konter“ (= „Könnte Reservist sein“), Symbol: „Kontermutter“ (eigentlich Kronenmutter)
- 5. DHJ: „Vize“, Symbol: Vizedaumen, Vizeknick, Vizekugel, Glöckchen
- 6. DHJ: „EK“, Symbol: Bandmaß

Im gleichen Zeitraum des Kalten Krieges und danach bis zur Aussetzung der Wehrpflicht im Jahr 2011 hieß bei der Bundeswehr analog ein Wehrpflichtiger in seinem letzten Quartal Abgänger bzw. Resi. Das Phänomen der Entlassungskandidaten bestand also auch in der westdeutschen Armee. Schikanen im Zusammenhang damit waren in einigen Truppenteilen auch als Heiliger Geist bekannt. Es war dort jedoch schwächer ausgeprägt als in der NVA oder gar als die Dedowschtschina in der Roten Armee, die zum Tode der Betroffenen führen konnte. Es hatte vorwiegend humoristischen Charakter (s. u. Bandmaß) und führte in der Bundeswehr nur äußerst selten zu disziplinarischen Konsequenzen.

## Privilegien
Entlassungskandidaten hatten eine privilegierte Stellung innerhalb der Mannschaft, die allerdings durch keine Dienstvorschrift gestützt wurde, so wurden sie zum Beispiel normalerweise nicht zu den nach Dienstschluss stattfindenden Reinigungsarbeiten eingeteilt.
Die Privilegien der EKs waren zwar verboten, wurden aber von den vorgesetzten Offizieren und Unteroffizieren oft stillschweigend geduldet. Sie stellten gewissermaßen eine Fortsetzung der Führungshierarchie innerhalb der Mannschaft dar. Eine Kontrolle der Mannschaft nach dem Prinzip „Teile und herrsche“ wurde so erleichtert. Die offizielle Sprachregelung für die Schikanierung von dienstjüngeren Soldaten und Unteroffizieren im Rahmen der EK-„Bewegung“ lautete „Störung der sozialistischen Beziehungen“. Die EK-„Bewegung“ wurde bis in die oberste Führung der NVA wahrgenommen, so finden sich in den Protokollen des Kollegiums des Ministeriums für Nationale Verteidigung (1956 gegründetes Führungsorgan) regelmäßig Hinweise auf die EK-„Bewegung“ (der Begriff jüngere Soldaten und Unteroffiziere meint in diesem Zusammenhang dienstjüngere Armeeangehörige, also gerade nicht EKs, hat also nichts mit dem Lebensalter zu tun):

„… in nicht wenigen Einheiten […] eine Atmosphäre der Angst und Unsicherheit bei jüngeren Soldaten und Unteroffizieren bestehen würde. Die Reaktionen würden bis zu ‚Selbsttötungsgedanken‘ reichen.“

Dabei wurde auch die zwiespältige Haltung der Offiziere zur EK-„Bewegung“ thematisiert:

„Bedenklich und zugleich politisch verantwortungslos ist, daß neben einem Teil der Soldaten und Unteroffiziere auch Vorgesetzte, Politoffiziere und Parteimitglieder die Störungen kennen und als nicht veränderbar hinnehmen. […] Begünstigend wirkt, daß Vorgesetzte ungerechtfertigte Forderungen von Soldaten und Unteroffizieren des letzten Diensthalbjahres tolerieren, weil sie darin ein Mittel der selbstregulierenden Disziplinierung sehen.“

## Erscheinungsformen
Entlassungskandidaten versuchten häufig, sich den Dienst möglichst angenehm zu machen, z. B. sich vor dem ungeliebten Frühsport zu drücken. Ob dies von Erfolg gekrönt war, hing aber vom Durchsetzungsvermögen der Offiziere und Unteroffiziere ab. Weiteren Ausdruck fand die privilegierte Stellung der EKs in verschiedenen Erscheinungen und Bräuchen, die im Folgenden beispielhaft aufgeführt werden. Festzuhalten ist dabei jedoch, dass diese Erscheinungen nicht in jedem Truppenteil identisch waren.
Je höher die noch zu dienende Tageszahl eines Soldaten, desto höher war sein „Gewicht“ (und desto niedriger die Stellung in der Hierarchie). Ein „Frischer“ musste sich dann Hänseleien wie z. B. „Wirst du nicht erschlagen von deinen Tagen?“ anhören. Andernorts wurde die Zahl der noch abzuleistenden Tage mit „Temperatur“ gleichgesetzt. EKs vermieden demnach jegliche Bezüge auf „Hitze“ oder hohe Temperatur. So mussten mancherorts Gebrauchsgegenstände oder Kleidungsstücke im privaten Eigentum der Soldaten (z. B. Badelatschen, Schlafanzug, Seifendose) bestimmte Farben aufweisen. Dies wurde von den Entlassungskandidaten streng kontrolliert. Entlassungskandidaten durften blaue Farben (cool, gesetzt) zeigen. Für die Soldaten des zweiten Diensthalbjahres galten gelbe Farben (schon etwas abgekühlt). Soldaten des ersten Diensthalbjahres mussten rote (heiß, hitzig, nervös) Farben zeigen. Bei Abweichungen zu den tatsächlichen Farben musste z. B. mit roter Farbe das Wort „rot“ auf den Gegenstand geschrieben werden.
Um den sozialen Rang als Dienstälterer auch äußerlich sichtbar zu machen, gab es verbreitet die Praxis, die Schulterstücke (die aus mit Stoff überzogener Pappe bestanden) in gewisser Weise zu knicken. Angehörigen des 1. DHJ war dies selbstverständlich verboten. Ihre Schulterstücke hatten glatt zu sein (daher die oben genannte Bezeichnung „Glatter“), was von Dienstälteren kontrolliert wurde. Mit dem Aufstieg ins 2. DHJ durfte ein Knick angebracht werden, der quer über die Mitte des Schulterstücks verlief. Im 3. DHJ durften die Schulterstücke zwei Knicke tragen. Diese Knicke stellten ein halboffizielles, in der Regel selbst von Offizieren geduldetes Erkennungszeichen dar, das sogar außerhalb der eigenen Kaserne (z. B. im Zug, auf der Straße, in Gaststätten usw.) und zwischen Soldaten verschiedener Einheiten eine gewisse Bedeutung hatte.

### Bandmaß

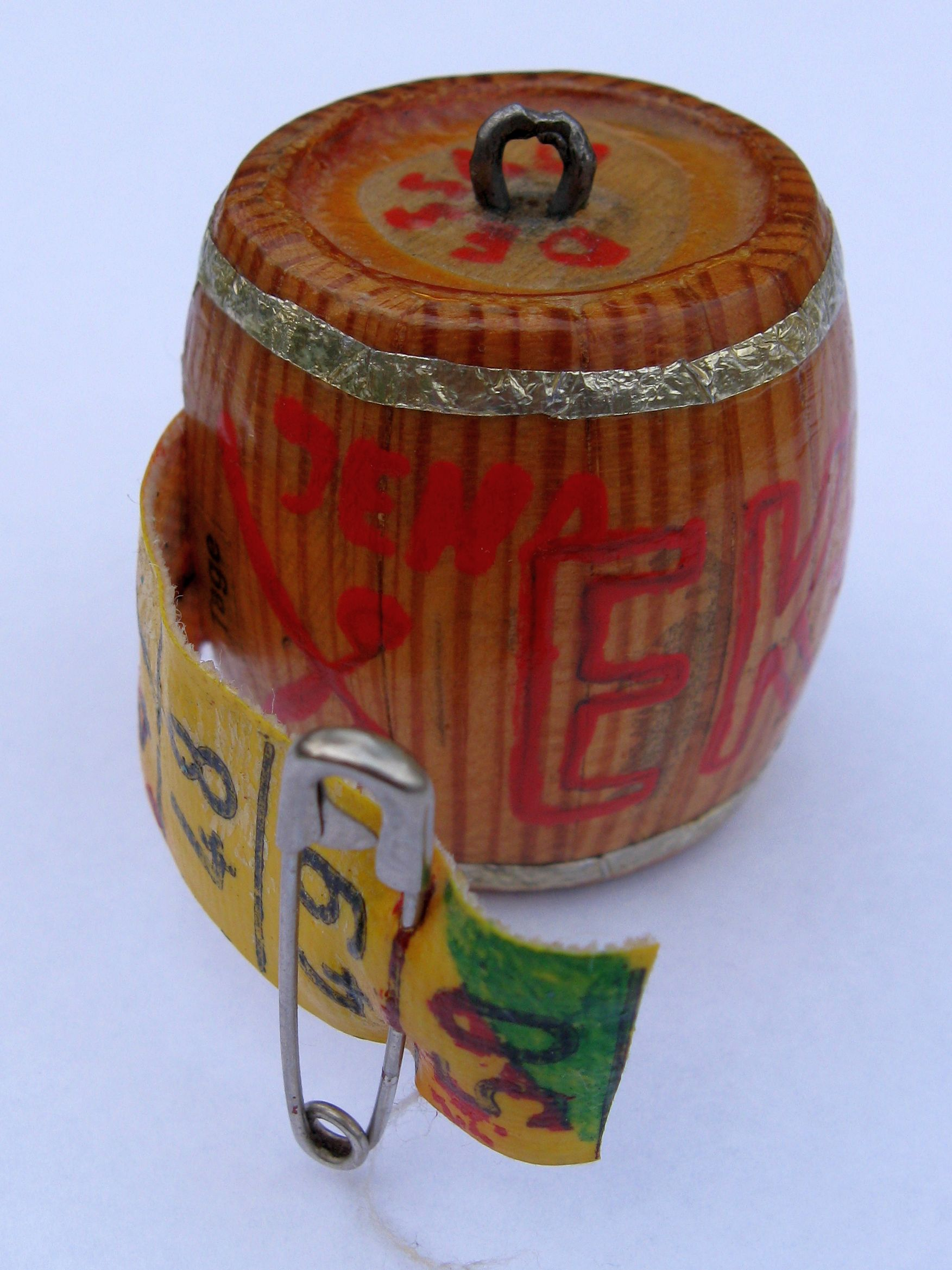
Bandmaß mit Tagesmarkierungen im handgearbeiteten Holzfass (1987)

In den letzten 150 Tagen hatten fast alle EK ein sogenanntes Bandmaß. Täglich nach Dienstschluss wurde ein Zentimeter (= Tag) vom Bandmaß abgeschnitten, so dass dessen Länge immer die verbleibende Wehrdienstzeit anzeigte. Es handelte sich um ein textiles Schneider-Maßband mit Zentimeter-Einteilung von 150 cm Länge, auf dem verschiedene Tage farbig markiert wurden. Sonntage waren beispielsweise – da meist dienstfrei – rot ausgemalt, Sonnabende zur Hälfte rot, Montage blau, die bei der Armee verbrachten Lebensjahre schwarz, die 133 (die damalige Postleitzahl von Schwedt/Oder, dem Sitz des Militärgefängnisses Schwedt) mit einem schwarzen Gitter versehen. Die letzten 10 Tage waren ebenfalls manchmal schwarz angemalt.
Das Bandmaß trug der Entlassungskandidat in einem selbst angefertigten Behälter bei sich. Der Bau eines originellen Bandmaßbehälters erforderte handwerkliches Geschick und war, wie die Bemalung des Bandes und dessen Anschnitt am 150. Tag vor der Entlassung, stark ritualisiert.  Das Band wurde, beginnend bei Zentimeter 1 an einer Achse, etwa an einem zu einer Kurbel gebogenen Splint, befestigt, aufgewickelt und in den Bandmaßbehälter eingesetzt. Das äußere Bandende wurde mit einer Klammer oder Sicherheitsnadel fixiert, an welcher oft ein Glöckchen angebracht war. Der Goldzahn (halbrundes Messingteil am Beginn des Maßbandes) wurde nach dem Anschnitt aufgehoben und z. B. mithilfe eines kleinen Schlüsselringes an der Armbanduhr getragen. Verschiedentlich wurde auch das Bandmaß durch Lackieren mit Spannlack als elastische Spirale ohne Behälter aufbereitet; diese Form ließ sich schnippen (kurz ausrollen) und lief von selbst wieder zusammen.
Bei verschiedenen Anlässen, insbesondere bei Aufforderungen zu unbeliebten Tätigkeiten oder gegenüber den unteren Diensthalbjahren, wurde das Bandmaß symbolisch entrollt. Ab 50 Tagen vor Dienstzeitende wurde das Band offen ohne Behälter getragen und der Behälter unter Umständen einem bevorzugten „Zwischenkeim“ zur Weiterverwendung übereignet. Lediglich vor Offizieren war eine gewisse Vorsicht geboten, da dieses Bandmaß als illegitimes Symbol auch beschlagnahmt wurde. Dies war das Peinlichste, was einem EK passieren konnte.
Die EKs hatten oft zwei Maßbänder: das Dienst-Bandmaß und das Ausgangsbandmaß. Das erstere war etwas einfacher ausgeführt und wurde im Alltag mit sich geführt. Die von ihm abgeschnittenen Tage (Schnipsel) trug man ebenso bei sich; sie wurden bei Bedarf verstreut, z. B. einem Spritzer vor die Füße geworfen. Das Ausgangsbandmaß war handwerklich etwas anspruchsvoller gestaltet. Es wurde im Urlaub und im Ausgang getragen. Seine Tage (Schnipsel) wurden oft in Briefen nach Hause geschickt und von der Freundin oder den Eltern gesammelt. Die Angehörigen klebten die Tage manchmal auf eine Sektflasche, welche nach der Entlassung „geköpft“ und dann gemeinsam mit dem „Heimi“ getrunken wurde.
Nur wenige EKs besaßen kein eigenes Bandmaß. Ein Grund konnte Protest gegen die EK-„Bewegung“ sein.
Es gab verschiedene Bräuche rund um das Bandmaß, ihre Ausprägung und Durchsetzung variierte von Einheit zu Einheit. Ohne Anspruch auf Vollständigkeit seien hier genannt:
- Der Anschnitt am 150. Tag wurde in der Regel feierlich begangen. Zum Beispiel wurde der Anschnitt von einem unteren Diensthalbjahr, gekleidet in langer Unterwäsche mit brennender Kerze auf seinem Stahlhelm durchgeführt. Je nach Ausprägung der EK-Bewegung wurde das vom Betreffenden als Spaß oder Schikane empfunden.
- „Kontrolle“: Es wurde untereinander darauf geachtet, dass der EK das Bandmaß ständig bei sich trug. Beim Ruf „Kontrolle“ musste es vorgezeigt werden. Ein nicht gezeigtes Bandmaß wurde mit einer Strafgebühr (Einzahlen in die EK-Kasse) geahndet.

## Schikanen
Die Entlassungskandidaten veranstalteten einige mitunter schikanöse Spiele, meist mit den Soldaten des ersten Diensthalbjahres. Charakter und Ausmaß waren von Einheit zu Einheit verschieden. Während sie vielerorts eher als spaßige Rituale betrieben wurden, waren sie anderorts zum Teil menschenverachtend und diskriminierend.
Auch Todesfälle sollen während dieser Schikanen aufgetreten sein, wenngleich sie nicht annähernd die Ausmaße beispielsweise der Dedowschtschina in der sowjetischen Armee erreichten, die in Russland noch heute ein wichtiger inoffizieller Unterdrückungsmechanismus innerhalb der Truppe ist.
Beschwerden gegen diese Schikanen bei Offizieren waren insbesondere ab etwa Mitte der 1980er Jahre teilweise erfolgreich, was zu Versetzungen oder Disziplinarmaßnahmen gegen die beteiligten EK führte.
EK-Kugel (bzw. E-Kugel)
Diese Unsitte richtete sich nicht gegen die Soldaten der niederen Diensthalbjahre, sondern gegen den Unteroffizier vom Dienst. Eine Kugelstoßkugel wurde auf den Fliesen des Flures zwischen den Mannschaftsräumen entlang gerollt und verursachte dabei Krach, den man durch das gesamte Gebäude hören konnte. Die herbeieilenden Unteroffiziere hatten keine Chance, die Kugel einzuziehen, denn sie wurde durch jemand anderen schnell in das nächste Zimmer gezogen und versteckt. Dieses Spielchen war den Entlassungskandidaten vorbehalten, d. h. kein Soldat der niederen Diensthalbjahre durfte es wagen. Manchmal wurde die Kugel auch vor dem Rollen heiß gemacht, damit sich derjenige die Finger verbrennt, der sie einziehen will.
Heimfahrt
Die Entlassungskandidaten stellten eine Reihe Stühle hintereinander und setzten sich darauf. Die Soldaten der niederen Diensthalbjahre mussten mit Zimmerpflanzen in den Händen beidseitig an der Stuhlreihe vorbeirennen bzw. (bei im Erdgeschoss gelegenen Räumen) Bäumchen und „Bahnhofsschilder“ am Fenster vorbeitragen, andere an den Stühlen rütteln und Fahrgeräusche nachahmen, um den Entlassungskandidaten das Gefühl eines fahrenden Zuges zu geben, damit diese sich schon mal an die Heimreise „gewöhnen“ konnten.
Musikbox
Ein Soldat wurde in einen Spind eingeschlossen und aufgefordert, ein Lied zu singen. Er wurde erst herausgelassen, wenn er der Aufforderung Folge leistete. Mitunter wurden dabei Münzen durch die Lüftungsschlitze des Spindes eingeworfen, wie bei einer Musikbox.
Schildkröte
Stahlhelme wurden an Ellenbogen, Knie, Kopf, Bauch und Rücken eines Soldaten gebunden, der dann auf allen vieren über den gebohnerten Steinfußboden des Flurs geschoben wurde. Am Ende des Ganges stieß der Soldat hilflos gegen die Wand oder einen Gussheizkörper, was recht schmerzhaft sein konnte.
Staubsauger
Ein Soldat musste die Gasmaske mit Schlauch und ohne Filtertrommel aufsetzen. Dann wurde ihm der Schlauch zugehalten bis zur Atemnot. Eine Kehrschaufel mit Dreck oder ein nicht geleerter Aschenbecher wurde beim Öffnen des Schlauches direkt darunter gehalten. Diese Schikane galt als Erziehungsmaßnahme, wenn Soldaten nicht ordentlich gereinigt hatten (möglicherweise weil sie einen EK nicht vertreten wollten).

## Verbreitung
Die Verbreitung des Kultes lässt sich heute nicht mehr zuverlässig rekonstruieren, weil keine objektiven Statistiken darüber angefertigt wurden. Zudem kursierten über die Schikanen unter den Soldaten zahlreiche Moderne Sagen, die humoristische oder abschreckende Inhalte hatten. Zweifellos wurde der Kult aber in den Landstreitkräften und auch zur See viel häufiger und ausgeprägter betrieben, in anderen Truppenteilen wie den Luftstreitkräften war er eher symbolischer Art. In der Führung der NVA wurde dies oft auf das durchschnittliche Bildungsniveau zurückgeführt, das in den Luftstreitkräften höher war, da hier spezialisierte Kräfte gebraucht wurden und bevorzugt Abiturienten und Akademiker eingezogen wurden.
Ein weiterer Grund könnte darin liegen, dass in den Landstreitkräften die Hierarchie in der unteren Ebene flacher war, also viele ähnlich hohe Dienstgrade (Soldaten, Gefreite) zusammen dienten. Bei den Luftstreitkräften war bereits auf unterer Ebene eine hohe Spezialisierung erforderlich, was dazu führte, dass die Soldaten bei ihren Aufgaben (Fallschirmspringen, Luftrettung, Luftraumüberwachung, anspruchsvolle technische Aufgaben) meist mit Unteroffizieren und Fähnrichen gleichberechtigt und konstruktiv zusammenarbeiten mussten. Sie waren stärker aufeinander angewiesen. Die Hierarchie war spitzer, d. h. es arbeiteten auf der unteren Ebene viele verschieden hohe Dienstgrade zusammen. Bei hochspezialisierter Arbeit in Aufgabengruppen war die Dienstzeit nebensächlich, weil das Ansehen Einzelner von ihrer tatsächlichen Leistungsfähigkeit und Verlässlichkeit innerhalb ihrer Gruppe bestimmt wurde, so dass der E-Kult insgesamt einen schlechteren Nährboden fand als bei den Land- oder Seestreitkräften. Maßbänder wurden oft pro forma angelegt, dann aber nicht regelmäßig abgeschnitten oder bei Entlassung in halbfertigem Zustand an jemanden weitergegeben, der sich kein eigenes anfertigen wollte.
Ebenfalls selten vertreten war der Kult in Stabskompanien größerer Verbände (Division), in denen die Dienstgrade ebenfalls weit gestreut waren und Soldaten, Unteroffiziere, Feldwebel bis hin zu Fähnrichen Zimmer an Zimmer untergebracht waren. Je nach Truppenteil war das soziale Klima dort deutlich entspannter, weil die höheren Dienstgrade, die es auf der Stube mit den Vorschriften selbst nicht so genau nahmen und wenig kontrolliert wurden, auch den Soldaten der eigenen Kompanie, die ihre Fahrer oder Sekretäre waren, keine allzu strengen Vorschriften machten. Man war auch auf die Umsicht und Flexibilität der Soldaten angewiesen, die oft spontan und zu ungewöhnlichen Zeiten zu vielen abwechslungsreichen Diensten herangezogen wurden (Fahraufgaben, Botengänge, spontaner Tausch von Diensten mit anderen, spezielle Erledigungen usw.). Eine strenge Unterdrückung im Sinne der EK-Kultes war dort nicht nötig. Auch in Ausbildungseinrichtungen wie Unteroffiziersschulen, in denen Wehrpflichtige oder Unteroffiziere auf Zeit nur in seltenen Fällen bis zum Ende ihres Wehrdienstes verblieben, gab es kaum eine nennenswerte EK-„Bewegung“.
Häufig und ausgeprägt war der Kult in Kompanien oder Truppenteilen mit flacher Hierarchie, wo viele Soldaten mit gleichen oder sehr ähnlichen, wenig spezialisierten Aufgaben beschäftigt waren. Er war vor allem bei Infanterie (Mot.-Schützen), Wachkompanien und allen Formen der Artillerie verbreitet. Die Hauptbefehlslast lag hier auf den Unteroffizieren, die den Kult zu ihrer eigenen Entlastung tolerierten, sofern er nicht zu sichtbaren oder Aufsehen erregenden Aktionen führte. Der Druck der Soldaten/Gefreiten untereinander konnte schwere Formen annehmen.
Bei den Grenztruppen war der Kult ebenfalls weniger stark ausgebildet, da an der Grenze („Kanten“) nur zwei Diensthalbjahre zum Einsatz kamen (das erste befand sich in der Ausbildung in speziellen Einheiten abseits der Grenze). Das regelmäßige Tragen von Schusswaffen führte zu einer Disziplinierung. Außerdem achteten die Offiziere darauf, dass die EK-„Bewegung“ minimiert wurde, um Fahnenfluchten von Drangsalierten zu verhindern.
Die EK-„Bewegung“ wurde in einigen Fällen von Gefreiten im 3. Diensthalbjahr abgelehnt. Sie lehnten es beispielsweise ab, an herabwürdigenden Schikanen teilzunehmen und konnten sie in manchen Fällen sogar verhindern. Dies wurde von anderen EKs bis zu einem gewissen Grade geduldet, um das „Ansehen“ und die Einheitlichkeit der EKs nicht zu gefährden. Selbst in diesen Fällen nahmen diese EKs dennoch die Vorteile des EK-Status wahr, wie das Unterlassen von Reinigungsdiensten und das Ruhen auf dem Bett.

### Sachbücher
- Udo Grashoff: „In einem Anfall von Depression…“ – Selbsttötungen in der DDR. Ch. Links, Berlin 2006, ISBN 3-86153-420-7.
- Klaus-Peter Möller: Der wahre E. Ein Wörterbuch der DDR-Soldatensprache. Lukas Verlag, Berlin 2000, ISBN 3-931836-22-3.
- Christian Thomas Müller: Tausend Tage bei der ‚Asche‘. Unteroffiziere in der NVA. Ch. Links, Berlin 2005, ISBN 3-86153-297-2.

### Literarische Verarbeitungen
- Hans der Brenner: Lotterbett & Blauer Würger. Books on Demand, Norderstedt 2008, ISBN 978-3-8370-5896-3.
- Christoph D. Brumme: Tausend Tage. Kiepenheuer & Witsch, Köln 1997, ISBN 3-462-02631-3.
- Kurt W. Fleming: Ein SCHWEJK in der NVA. edition unica Leipzig 2005, ISBN 3-933287-68-5.
- Jürgen Fuchs: Fassonschnitt. Rowohlt, Reinbek 1984, ISBN 3-499-12480-7.
- Peter Tannhoff: Sprutz – In den Fängen der NVA. Ludwig-Verlag, Kiel 2004, ISBN 3-933598-84-2.
- Uwe Tellkamp: Der Turm. Suhrkamp, Frankfurt am Main 2008, ISBN 978-3-518-42020-1.
- Eckhard Ullrich: Kulturschock NVA: Briefe eines Wehrpflichtigen 1971-1973. Ch. Links, Berlin 2013, ISBN 978-3-86153-711-3.
- Jörg Waehner: Einstrich-Keinstrich. NVA-Tagebuch. Kiepenheuer & Witsch, Köln 2006, ISBN 3-462-03674-2.
- Stefan Wolter (Hg.): Geheimes Tagebuch eines Bausoldaten in Prora (Uwe Rühle), Books on Demand, Norderstedt 2015, ISBN 978-3-7386-1976-8, S. 105–109.